# Michael Köhlmeier
Michael Köhlmeier, né le 15 octobre 1949  à Hard, est un écrivain autrichien.

## Biographie
De 1977 à 1980, il étudie les mathématiques et la philosophie à l’université Justus-Liebig de Gießen.
Michael Köhlmeier est à l'origine de deux événements prenant place à Lech (Autriche), un rendez-vous philosophique, le Philosophicum Lech, et un rendez-vous littéraire, le Literaricum Lech

## Œuvres traduites en français
- Ta chambre à moi [« Dein Zimmer für mich allein »], trad. d’Isabelle Marivin et Alexandra Fukari, Paris, Éditions Maurice Nadeau, 2000, 104 p.  (ISBN 2-86231-161-8)
- Idylle avec chien qui se noie [« Idylle mit ertrinkendem Hund »], trad. de Stéphanie Lux, Nîmes, France, Éditions Jacqueline Chambon, 2011, 93 p.  (ISBN 978-2-7427-9669-4)
- Madalyn [« Madalyn »], trad. de Stéphanie Lux, Nîmes, France, Éditions Jacqueline Chambon, 2012, 222 p.  (ISBN 978-2-330-01254-0)
- Deux messieurs sur la plage [« Zwei Herren am Strand »], trad. de Stéphanie Lux, Paris, Éditions Jacqueline Chambon, 2015, 256 p.  (ISBN 978-2-330-05309-3)
- La Petite Fille au dé à coudre [« Das Mädchen mit dem Fingerhut »], trad. de Marie-Claude Auger, Paris, Éditions Jacqueline Chambon, 2017, 112 p.  (ISBN 978-2-330-07330-5)
- Manger ou être mangé [« Wie das Schwein zum Tanze Ging »], trad. de Catherine Trachtenberg, Paris, Éditions Le Tripode, 2017.  (ISBN 978-2-37055-116-0)

## Prix
Il a reçu de nombreux prix dont : 
- Prix Johann-Peter-Hebel 1988
- Prix Anton-Wildgans 1996
- Prix littéraire de la Fondation Konrad-Adenauer 2017
- Prix Marie-Luise-Kaschnitz (de) 2017.